# Ferran Casablancas i Planell
Ferran Casablancas i Planell (Sabadell, 28 d'octubre de 1874 - Barcelona, 21 d'octubre de 1960) fou un empresari català, conegut per revolucionar la indústria cotonera al primer quart del segle xx.

## Biografia
Treballà a la fàbrica del seu pare des dels 14 anys. Investigà els problemes de la filatura de fibres tèxtils i el 1913 inventà un dispositiu per a la filatura del cotó de grans estiratges, sistema que revolucionà la indústria cotonera perquè reduïa molt considerablement el temps i el cost de la filatura.
El presentà oficialment el 30 de setembre de 1913 a l'Escola Industrial de Sabadell, fou patentat i des del 1925 fou adoptat per les principals fàbriques de tot el món. Posteriorment anà perfeccionant el mecanisme amb la creació de nous models que foren adoptats també universalment. Per explotar els seus invents creà diverses companyies, algunes a l'estranger. El 1915 creà l'empresa Filatures Casablancas, que, després de la forçada interrupció provocada per la Primera Guerra Mundial i la postguerra, esdevingué l'empresa matriu d'una multinacional. Fins al 1936, les patents Casablancas s'introduïren a França i Bèlgica (Louis Motte), Anglaterra (amb la Casablancas Hight Draft Co. Ltd. de Manchester, dirigida per Francesc Permanyer), l'URSS i Xina (Claudi Portella), Estats Units (amb l'American Casablancas Co.), Mèxic (Martirià Mirabet i Eudald Franquesa), Brasil (Salvador Inglada), Japó, Turquia i Grècia. El grup serà dirigit des de Ginebra i Nova York pels seus fills Joan i Ferran.
Políticament, milità a la Lliga Regionalista i del 1926 al 1936 i del 1946 al 1960 fou president del Banc Sabadell. També impulsà la fundació de l'Associació de Filadors, la de la Mútua Sabadellenca d'Accidents de Treball i promogué la portada d'aigua a Sabadell (1920 i 1949-51). Fou vicepresident de la Companyia d'Aigües de Sabadell, fomentà i protegí la creació del Museu de Sabadell i va ser membre d'honor de la Fundació Bosch i Cardellach. El 1941 l'Institut Tèxtil de Manchester el nomenà Soci d'Honor i esdevingué així el primer inventor estranger que rebia aquesta distinció. El 1945 la Caixa d'Estalvis de Sabadell li atorgà el Premi de ciutadania i el 1955 l'Ajuntament de Sabadell el proclamà Fill Predilecte de la Ciutat. Fou condecorat amb la Gran Creu al Mèrit Civil i rebé, al 1954, la Medalla d'or de la Diputació de Barcelona.
El 1933 Sabadell li dedicà un carrer al centre de la ciutat i al 1953 Barcelona li dedica també una plaça del barri de Sarrià. A la seva ciutat natal hi ha també un institut que porta el seu nom. El seu fill Joan Casablancas Bertran fou conseller de Banca Catalana i president de la Fundació Enciclopèdia Catalana. El seu net, John Casablancas Ubach, va fundar l'empresa Elite Model Management i el seu besnet, Julian Casablancas Chistiansen, és el vocalista del grup The Strokes.